# Faire l'amour : De la pilule à l'ordinateur
Pour plus de détails, voir Fiche technique et Distribution.
Faire l'amour : de la pilule à l'ordinateur est un film à sketches franco-suédo-américano-nippo-allemand réalisé par Jean-Gabriel Albicocco, Thomas Fantl, Sachiko Hidari et Gunnar Höglund en 1969, sorti en 1971.

## Synopsis
Film à sketches.
1. Emmanuelle la Française, bourgeoise catholique, est mariée, elle a un enfant, puis deux, puis trois, elle fait une dépression nerveuse, son mari refuse tout moyen contraceptif, au quatrième enfant elle décide de faire chambre à part, bien qu'elle l'aime...
2. Gerda, l'Allemande est délaissée par son mari, cadre supérieur trop occupé par ses affaires, elle le quitte pour vivre avec un amant, mais elle a sa meilleure amie pour rivale, elle décide de retourner auprès de son mari qui l'attend car il l'aime...
3. Sandy l'Américaine se promène dans la rue, elle rencontre un jeune homme devant un ordinateur proposant des rencontres avec le partenaire idéal, elle discute avec lui, tous les deux ne croient pas à la programmation, le jeune homme emmène la jeune fille dans sa chambre, et là bien qu'ils soient très différents, ils s'aiment...
4. Ingrid, la Suédoise, influencée par l'atmosphère de liberté sexuelle qui règne autour d'elle, s'offre un peu trop vite à un jeune homme, celui-ci la refuse. Ingrid essaye de se consoler avec de jeunes insouciants, puis elle revient se faire pardonner et demander le mariage au premier, car elle l'aime...

## Fiche technique
- Titre : Faire l'amour : De la pilule à l'ordinateur (ou Faire l'amour - Emmanuelle et ses sœurs)
- Réalisation : Jean-Gabriel Albicocco, Thomas Fantl, Sachiko Hidari et Gunnar Höglund
- Assistant-réalisateur : Bernard Queysanne
- Scénario : Philippe Dumarçay et Pierre Pelegri pour la France, Peter Fernandez, Gunnar Höglund, Ted Kneeland et Wolf Sarrasin, sur une idée d'Andrée Claire
- Photographie : Quinto Albicocco
- Montage : Georges Klotz
- Musique : Eddy Vartan
- Son : G. Brisseau
- Décors : D. Couradour
- Production : Eugène Tucherer, Coprod. Les Films Montfort (France), Planet Film (Allemagne), Film T.V.S. (Suède), Collaboration Intercontinetal Production. East West-Films U.S.A.
- Distributeur : Les Films Corona
- Durée : 75 minutes
- Date de sortie : 1er décembre 1971

## Distribution
- Simone Barillier
- Jean-Claude Bouillon
- Nicole Garcia
- Danielle Palmero
- Christiane Krüger